# Liste der Weihbischöfe in Eichstätt

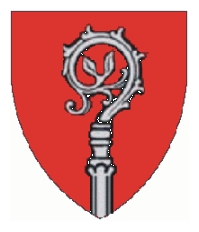
Bistum Eichstätt Wappen

Die folgenden Personen waren als Weihbischöfe im Bistum Eichstätt tätig:
| Nr. | Bischof                                       | von  | bis  | Anmerkung | Darstellung | Wappen |
| --- | --------------------------------------------- | ---- | ---- | --- | ----------- | ------ |
| 01  | Petrus Ulmer, OSA                             | 1437 | 1449 | am 27. November 1437 zum Weihbischof in Eichstätt ernannt, † 1449 |             |        |
| 02  | Leonhard Pilhamer                             | 1464 | 1475 | am 21. November 1464 zum Weihbischof in Eichstätt ernannt, † 29. Juli 1475 |             |        |
| 03  | Kilian Pflüger                                | 1476 | 1486 | am 20. November 1476 zum Weihbischof in Eichstätt ernannt, † 1486 |             |        |
| 04  | Jakob Raschauer                               | 1486 | 1497 | am 28. Juli 1486 zum Weihbischof in Eichstätt ernannt, † 10. November 1497 |             |        |
| 05  | Kaspar Tobritsch                              | 1498 | 1511 | am 27. April 1498 zum Weihbischof in Eichstätt ernannt, konsekr. am 7. Oktober 1498, † 3. Juni 1511 |             |        |
| 06  | Fabian Weickmann                              | 1514 | 1526 | TB von Philadelphia in Arabia † 29. November 1526 |             |        |
| 07  | Anton Braun                                   | 1530 | 1540 | TB von Philadelphia in Arabia ernannt am 4. Mai 1530, konsekr. am 31. Juli 1530, † 13. August 1540 |             |        |
| 08  | Leonhard Haller                               | 1540 | 1570 | TB von Philadelphia in Arabia ernannt am 5. November 1540, konsekr. am 6. März 1541, † 25. März 1570 |             |        |
| 09  | Wolfgang Holl                                 | 1570 | 1589 | TB von Philadelphia in Arabia ernannt am 23. August 1570, † 4. September 1589 |             |        |
| 010 | Lorenz Eiszepf                                | 1590 | 1601 | TB von Philadelphia in Arabia, ernannt am 22. Januar 1590, konsekr. am 1. April 1590, † 17. März 1601 |             |        |
|     | Johann Konrad von Gemmingen                   | 1593 | 1595 | TB von Hierapolis in Isauria, * 1561 in Gemmingen, am 10. Mai 1592 in Augsburg zum Priester geweiht, am 18. November 1593 zum Koadjutorbischof und am 2. April 1595 zum Bischof von Eichstätt ernannt. † 8. November 1612 |             |        |
| 011 | Martin Lyresius                               | 1603 | 1611 | TB von Philadelphia in Arabia, ernannt am 8. Januar 1603, † 28. Juni 1611 |             |        |
| 012 | Georg Christoph Rösch                         | 1612 | 1634 | TB von Philadelphia in Arabia, ernannt am 16. Juli 1612, konsekr. am 12. Oktober 1612, † 29. November 1634 |             |        |
| 013 | Ludwig Wilhelm Benz                           | 1656 | 1683 | TB von Dardanus, ernannt am 31. Januar 1656, konsekr. am 30. April 1656, † 11. Februar 1683 |             |        |
| 014 | Franz Christoph Rinck von Baldenstein         | 1684 | 1707 | TB von Amyclae, ernannt am 15. Mai 1684, konsekr. am 12. November 1684, † 6. Mai 1707 |             |        |
| 015 | Johann Adam Nieberlein                        | 1708 | 1748 | TB von Dioclea, ernannt am 12. März 1708, konsekr. am 29. April 1708, † 28. Dezember 1748 |             |        |
| 016 | Johann Gottfried Freiherr Groß von Trockau    | 1745 | 1750 | TB von Rosalia, ernannt am 8. März 1745, konsekr. am 20. April 1745, † 15. September 1750 |             |        |
| 017 | Franz Heinrich Wendelin Freiherr von Kageneck | 1751 | 1780 | TB von Comana Armeniae, ernannt am 19. März 1751, konsekr. am 15. April 1751, emeritiert am 28. April 1780, † 31. Mai 1781                                                                                                |             |        |
| 18  | Felix von Stubenberg                          | 1780 | 1828 | TB von Tanagra, ernannt am 11. Dezember 1780, konsekr. am 25. Februar 1781, † 18. Juni 1828 |             |        |